# Bischofshofen
Bischofshofen è un comune austriaco di 10 483 abitanti nel distretto di Sankt Johann im Pongau, nel Salisburghese; ha lo status di città (Stadtgemeinde).

## Geografia fisica
Bischofshofen si trova nella regione del Pongau, lungo il fiume Salzach, ed è circondata dalle montagne Hochgründeck e Hochkönig e dai Monti di Tennen e della catena montuosa Hagengebirge.

## Origini del nome
La parola "Bischofshofen" è composta da Bischof, vescovo, e Hof, corte: indicava quindi la corte del vescovo.

## Storia
Gli scavi effettuati sul monte Götschenberg mostrano un insediamento risalente al III millennio a.C. circa, indicando anche l'attività di estrazione del rame. Sono visibili resti di una centro abitato celtico risalente al V secolo a.C. e reperti romani del I secolo a.C.
La prima menzione della città risale al 711 nell'ambito della fondazione della "Cella Maximiliana" da parte di san Ruperto, primo vescovo di Salisburgo. Il monastero fu esplicitamente approvato dagli Agilolfingi e dalla famiglia latino-romanica degli Albina di Oberalm. Tra il 720 e il 730 la Cella Maximiliana fu distrutta dagli Slavi. Nel 750 ci fu una lite sul diritto di possesso tra il duca bavarese Odilone e il vescovo di Salisburgo san Virgilio. Nel 798 l'arcivescovo Arno ottenne la restituzione del monastero alla diocesi salisburghese. Nell'820 la Cella Maximiliana fu distrutta un'altra volta.
La prima menzione su un documento ufficiale del nome "Hofen" risale al 1151: all'epoca la località era conosciuta con il nome di "Pongo", fonte per il nome della regione in cui sorge (Pongau). Nel 1215 la città passò alla nuova diocesi di Chiemsee. Nel 1525 la cosiddetta "guerra dei contadini tedeschi" raggiunse anche Bischofshofen, che fecero della città uno dei centri della rivolta; essi, però, furono sconfitti a Radstadt.
Le tesi protestanti si erano diffuse nel Salisburghese e anche Bischofhofen divenne protestante; nel 1732 cominciò l'espulsione dei protestanti da Bischofshofen. All'inizio i genitori furono costretti ad andarsene, lasciando i figli in città; più tardi questa pratica fu sospesa perché non si sapeva come gestire il grande numero di orfani. Circa il 70% della popolazione scelse di lasciare la patria e la maggior parte fu accolta in Prussia (dove furono chiamati successivamente “Salzburger Exulanten”, "Esuli salisburghesi").
Grazie alla costruzione della ferrovia Giselabahn, verso Wörgl, e di un'altra verso Radstadt, la Ferrovia Rudolfiana, nel 1875, Bischofshofen diventò un centro economico di rilievo; il 9 febbraio del 1900 fu elevata al titolo di comune mercato. In seguito al continuo sviluppo Bischofshofen divenne un centro economico e commerciale importante per la regione e ricevette, il 24 settembre 2000, il titolo di città.

## Monumenti e luoghi d'interesse
- Sul monte Buchberg si trova la piccola chiesa "Buchbergkircherl", da cui si ha una buona vista sulla Salzachtal e sulla Fritztal.
- Sul monte Kreuzberg c'è la casa missionaria St. Rupert che è stata fondata dal missionario Arnold Jannsen.
- Sono anche notevoli la cascata Gainfeld e le rovine di Pongowe.

## Cultura

### Scuole
Bischofshofen è il centro scolastico di riferimento della regione. Ci sono due scuole materne, un doposcuola, due scuole elementari (Volksschule Markt e Volksschule Neue Heimat), due scuole medie (Hauptschule Hermann Wielandner e Hauptschule Franz Moßhammer), una scuola politecnica per i quindicenni (Polytechnische Schule), un liceo privato (Missions-Privatgymnasium St.Rupert), un istituto professionale alberghiero (Salzburger Tourismusschule), un istituto professionale per la formazione dei maestri della scuola materna e una succursale della scuola di musica "Musikum".

### Musei
Il Museum am Kastenturm, aperto nel 1998, si trova nel centro di Bischofshofen e illustra la storia dell'insediamento della zona intorno a Bischofshofen.

## Geografia antropica

### Suddivisioni amministrative
Il territorio comunale è ripartito in quattro comuni catastali (Bischofshofen, Buchberg, Haidberg e Winkl) e conta 9 località (tra parentesi la popolazione al 31 ottobre 2011): Alpfahrt (149), Bischofshofen (7 222), Buchberg (452), Gainfeld (96), Haidberg (94), Kreuzberg (272), Laideregg (514), Mitterberghütten (fino al 1929 "Außerfelden"; 1417) e Winkl (70).

## Economia
Bischofshofen è un centro economico importante nella provincia del Pongau. Di grande importanza sono il turismo e le attività sportive.

### Aziende
- La Liebherr Werk Bischofshofen GmbH è il più grande datore di lavoro, con 830 impiegati e un volume d'affari di 290 milioni di euro. L'impianto di Bischofshofen appartiene al grande gruppo internazionale Liebherr ed è specializzato nella produzione di pale gommate.
- Il Fit-Log Logistikzentrum Bischofshofen GmbH dirige il centro distribuzione merci.
- La Pilkington è un'azienda internazionale produttrice di vetro.
- La Bosch ha insediato a Bischofshofen una fabbrica di produzione di grandi caldaie industriali, anche nota come Loos International.
- Il KARO è centro commerciale aperto nel 2002.

## Infrastrutture e trasporti
La ferrovia, che procurò la prima grande espansione economica della città, è ancora di grande importanza. Nel 2003 è stata conclusa la modernizzazione della stazione. Il nodo ferroviario costituisce un punto di interscambio moderno; perde però sempre di più significato a causa delle misure di risparmio delle Ferrovie federali austriache. In seguito all'ammodernamento della stazione anche il centro della città è stato trasformato: la strada principale è stata spostata e nel nucleo cittadino è stata creata una via commerciale a traffico limitato.
Il Pongau è stato scelto dall'Unione europea per realizzare un progetto di mobilità ecosostenibile. Si chiama "Alps Mobility" e dal marzo 2001 promuove i trasporti pubblici e un turismo senza automobili. Nella stazione ferroviaria di Bischofshofen c'è l'ufficio informazioni "Mobilito" che offre una vasta scelta di percorsi e gite per turisti; proprietari della società sono i 25 comuni del Pongau partecipanti al progetto. Oltre a Bischofshofen, anche i vicini Werfenweng e Bad Hofgastein sono comuni modello per la mobilità ecosostenibile.

## Amministrazione
Il comune di Bischofshofen dirige direttamente il centro di riciclaggio cittadino, la biblioteca pubblica e la casa di riposo.
I partiti politici rappresentati nel consiglio comunale di Bischofshofen dopo le elezioni del 9 marzo 2014 sono ÖVP (8 seggi), SPÖ (15) e FPÖ (2).

### Gemellaggi
- Unterhaching
- Adeje

## Sport
La città ospita il complesso Sepp Bradl-Skistadion con il Trampolino Paul Ausserleitner, sul quale ogni anno il 6 gennaio si tiene la tappa conclusiva del Torneo dei quattro trampolini.